# Азартная игра
Аза́ртная игра́ (фр. jeu de hasard, дословно — «игра случая»; до революции в России писали «азардная игра», от архаизма азардовать «рисковать») — игра с целью выигрыша денег или иных материальных ценностей, в которой выигрыш полностью или в значительной степени зависит от случая, а не от знаний или навыков играющих, и при этом главный интерес направлен не на процесс игры, а на её исход — получение выигрыша.

## Теоретические особенности
Хотя исход каждой отдельной азартной игры зависит от случайности, результаты продолжительной серии игр подчиняются определённым статистическим закономерностям.
Содержатели рулеток и иных игорных домов при продолжительной игре всегда остаются в выигрыше даже в том случае, если игра никаким обманом не сопровождается. Это определяется самими условиями игры. Например, в рулетке красное или чёрное имеет шанс выпадения менее 50 %, поскольку на колесе имеется от одного до трёх зелёных секторов 0 (зеро).
Определение условий, при которых игра «справедлива» или «безобидна», то есть даёт всем сторонам совершенно одинаковые шансы на выигрыш, равно как и условий, обеспечивающих при проведении игры в большом числе повторений определённый выигрыш одной стороне, составляет предмет математического исследования, относящегося к области теории вероятностей.

## История
В Древней Индии, как и во всём мире, была известна игра в кости. Собрание ведийских гимнов «Риг-веда» содержит поэму «Жалобы игрока», которая предостерегает от увлечения азартными играми: «Не играй в кости, а паши свою борозду! Находи наслаждение в собственности своей и цени её высоко! Смотри за скотом своим и за женою своей, презренный игрок!». В книге «Бхавишья-пурана» есть рассказ, связанный с азартными играми: некий принц лишился всего, в том числе собственной жены, играя в кости. Эпос «Махабхарата» азартной называет игру в кости, которую тем не менее описывает достаточно подробно.
Имеются данные о страсти к азартной игре в кости у древних греков, особенно коринфян. Только в Спарте азартная игра была совершенно изгнана. Азартные игры также упоминаются в мифологии Древней Греции. Согласно греческой легенде, Паламедей предложил игру в кости, чтобы развлечь греческих солдат, скучавших в ожидании при осаде Трои. Греческий биограф Плутарх упоминает о персидской царице Парисатис[уточнить], страстной поклоннице игры в кости.
Древнеримское право, вполне сознавая деморализующее влияние азартных игр, со всею строгостью отнеслось к ним и постановило, что проигранные в недозволенные игры (alea, как назывались таковые в Риме в отличие от дозволенных, ludi, qui virtutis causa piunt) деньги могут быть вытребованы обратно проигравшим.
Необычайно были популярны азартные игры у германцев. Древний германец проигрывал не только своё имущество, но и свободу: проигравшегося и уже не имевшего, чем уплатить, продавали в рабство. Хотя уже в XIII столетии стали появляться законодательные ограничения, а в XIV столетии и в Германии, как и везде, начали запрещать игорные дома (впервые возникшие в XII столетии в Италии); но до новейшего времени в маленьких германских государствах игорные дома в виде рулеток и других вертепов не только были терпимы, но и поощряемы правительствами, так как платили небогатым казначействам значительные налоги. При возвышении Пруссии и объединении Германии дало в этой области полицейской[что?] видную реформу — игорные дома в германских землях исчезли. До закона 1 июля 1868 года о закрытии игорных домов и последовавшего затем объединения Германской империи под общим законодательством Германия пользовалась печальной известностью благодаря своим игорным домам в Баден-Бадене, Бад-Доберане, Бад-Эмсе, Висбадене, Гамбурге и др.
Азартные игры в древности, насколько можно судить на основании источников, практиковались лишь в виде пари и бросания костей. С изобретением около 1423 года искусства гравирования по дереву и меди, в Испании и Германии стали изготовляться художниками карты, служившие первоначально для гадания, а затем ставшие орудием игр, основанных на гадании, то есть азартных игр. Первоначально карточная игра, являвшаяся специальностью тёмных элементов, служила искусной формой обмана, и уже в 1494 году выходит трактат «Liber vagatorum», разоблачающий обманные приёмы карточных шулеров. Игра велась в притонах, кабаках, и в 1541 году в Англии был издан первый закон о преследованиях содержателей игорных притонов. До сих пор по английскому общему праву содержатели игорных домов преследуются как устроители «общевредных дел (англ. common nuisance), создающие соблазн праздности и собирающие вместе значительное число беспутных людей».
Но постепенно азартные игры получают распространение и при дворе и среди знати. Эпохой расцвета этих игр является время Людовиков XIII и XIV во Франции, причём, одновременно с этими играми распространяется и шулерство, в котором неоднократно уличались самые знатные лица высшего общества. Мода на азартные игры от двора Людовика переходит и к другим дворам Европы (до сих пор большинство азартных игр сохраняет свои французские названия), и азартная игра становится излюбленным занятием дворянства. Буржуазия конца XVIII века, укрепляя своё влияние в обществе, также спешила усвоить «дворянскую моду», но распространение азартных игр среди буржуазии принимает заметные размеры лишь с 30—40 гг. XIX столетия (в Германии и России - ещё позже).
Нивелировка различных классов в азартной игре произошла лишь с устройством больших игорных домов, двери которых оказались открытыми для всех. До того азартная игра только тогда считалась предосудительной, когда она
велась вне своего классового круга.
Возникавшие в России с XIX века игорные «клубы» имели резкий сословно-классовый характер («английский» — для знати, «купеческий», «приказчичий» и др.).

## Зависимость
Привычка к азартным играм может сформировать у человека психологическую зависимость — лудоманию. Эта зависимость может представлять как социальную, так и медицинскую проблему для общества. Одним из факторов риска являются личностные особенности: эмоциональная неустойчивость, сниженный самоконтроль.
Зависимое поведение сопровождается депрессивными расстройствами. Исследователи отмечают признаки изменённого сознания, в частности, поглощённость игрой, концентрацию внимания на игре с одновременной отстранённостью от окружающей действительности.
При обследовании в Москве 96 человек, обратившихся за помощью в связи с патологической зависимостью от игры в игровые автоматы, в 15 случаях были выявлены суицидальные мысли, в 36 — астенические расстройства.

## Отношение к азартным играм
Борьба с побочными явлениями, связанными с чрезмерным игорным азартом, с давних времен составляла одну из задач административной и уголовной политики почти во всех странах мира. Общественно-вредные стороны сводятся к развитию в населении погони за легким нетрудовым доходом, сулящим порою быстрое обогащение, но часто приводящему к зависимости и обнищанию; к соблазну рисковать на чужой счёт, вследствие чего увеличивается количество растрат и присвоений; к развитию игорных обманов, увеличению числа лиц, живущих на счёт других. Обязательства, сформированные в процессе азартных игр, в большинстве случаев относятся к так называемым натуральным обязательствам, которые не защищены исковым правом, кроме случаев незаконного вовлечения или принуждения к игре.
Несмотря на азартный характер, покер на сегодняшний день в законодательном порядке признан официальным видом спорта в целом ряде стран. Федеральный суд Нью-Йорка признал, что покер является игрой, где «преобладающее влияние на результат оказывает мастерство». Спортивный бридж официально признан Международным олимпийским комитетом в качестве вида спорта и вошёл в программу Первых Всемирных интеллектуальных игр в Пекине в 2008 году.

### В России
В России издавна были известны многие азартные игры, из которых игру в карты и зернь преследовали и духовенство и правительство, поручавшее вести наблюдение за этим воеводам. Из воеводских наказов XVII столетия видно, что игравших в карты и зернь наказывали кнутом, а сами карты и зернь велено было отбирать и сжигать.
При Петре I первоначально военным было строго воспрещено играть в карты или кости на деньги (Воинский устав арт. § 59; Морской устав, кн. IV, гл. I, §§ 15, 19), а потом - такое воспрещение распространено на всех: играть в деньги воспрещено всем под угрозою тройного штрафа обретающихся в игре денег (указ № 3127 от 17 (28) декабря 1717 года). Это распоряжение подтверждено при императрице Анне Иоанновне 23 января 1733 года: «чтобы никто, съезжаяся в партикулярных и вольных домах, как в деньги, так на пожитки, дворы и деревни и на людей ни в какую игру отнюдь не играли». Кроме обязанности полиции наблюдать за этим, треть взыскиваемого штрафа назначалась доносителю (№ 6313). Этим надеялись противодействовать все более и более распространявшейся игре, но, очевидно, напрасно: это распоряжение беспрестанно было повторяемо (№ 9380, 10714). Только в конце царствования Елизаветы Петровны (16 июня 1761 года) в законе сделано различие между запрещёнными азартными и дозволенными, коммерческими играми: «позволяется употреблять игры в знатных дворянских домах; только ж не на большие, но на самые малые суммы денег, не для выигрыша, но единственно для препровождения времени» (№ 11275).
При императрице Екатерине II сначала издавались общие подтверждения о воспрещении азартных игр (№ 11877, 12263, 12560), недействительности карточных долгов и об отказе на этом основании в уплате денег заимодавцам, если давали деньги заведомо на игру (№ 12593, 13677), а в «Уставе благочиния» (1781 год) постановлено: «игры домашния и игрища, поелику в оныя не входит беззаконие или противное узаконению, полиции не запрещает; в запрещённой же игре смотреть на намерение, с каким играли, и обстоятельства. Буде игра игроку служила забавою или отдохновением посреди своей семьи и с друзьями, и игра не запрещена, то вины нет; буде же игра игроку служит единственным упражнением и промыслом, или дом, в коем происходила игра, открыт день и ночь для всех людей без разбора, и что тут же и оттого происходит прибыток запрещенный, то о том исследовав, учинить по законам. Просьба же и иск о долге по игре да уничтожится» (Уст. благ. § 67).
В особенности в начале царствования императора Александра I правительство энергично преследует азартные игры. Указами Петербургскому военному генерал-губернатору 1801 г. и Московскому 1806 г. повелевалось иметь неослабное наблюдение, чтобы не было азартных игр, виновных отсылать к суду и об именах их доносить самому императору (№ 19938, 22107). Положения, проведенные при императоре Александре I, и постановления из екатерининского «Устава благочиния» перенесены почти без изменений в «Устав о предупреждении и пресечении преступлений» (ст. 444—449, т. XIV), просуществовавший в Российской империи до 1917 года. Закон различал игры коммерческие, дозволенные, от азартных, воспрещённых. Наблюдение за тем, чтобы такие азартные игры нигде не велись, равно как и обязанность сыскивать игорные дома и возбуждать судебное преследование их учредителей и участников, возложено на органов исполнительной полиции. Предписывая полиции, что должна она открыть при расследовании (род и орудие игры, время, место её, участников, цель игры и обстоятельства, объясняющие, в каком намерении играли), закон поручал полиции поступать с осторожностью, дабы не причинить напрасных поклёпов, обид и беспокойств". В Москве тотализаторы были воспрещены в 1889 году распоряжением московского генерал-губернатора.

#### Советское время
В советском праве в период, предшествующий новой экономической политике, всякого рода азартные игры сурово преследовались как вид спекулятивного обогащения. 24 ноября 1917 года вышло постановление Петроградского Военно-революционного комитета о закрытии всех игорных клубов и притонов. Однако серьёзной борьбы с игорным бизнесом большевиками не велось и он продолжал существовать на нелегальном положении. Совет комиссаров Петроградской Трудовой коммуны весной 1918 года рассмотрел и отверг предложение М. И. Калинина о легализации и налогообложении (10-30 % от дохода) игорных заведений Петрограда.
С 9 ноября 1921 года Советом Труда и Обороны РСФСР было допущено с особого разрешения исполкомов устройство на концессионных началах игорных клубов, в которых разрешалась платная игра в «неазартные игры», также разрешалась продажа игральных карт. С конца 1923 года в связи с социологическим исследованием досуга петроградских рабочих и выявлением негативных явлений, с ними связанных, началась широкая кампания по закрытию казино, залов для игры в лото и прочих игорных заведений в «спальных районах» городов, для чего сформирована специальная комиссия по борьбе с самогоном, кокаином и азартными играми. В мае 1928 года Совнарком запретил игорные дома повсеместно, а в Уголовный кодекс добавилась 201 статья, угрожающая организаторам азартных игр крупным сроком тюремного заключения. Разрешались лишь близкие к азартным играм лотереи и тотализаторы на ипподромах, эта ситуация сохранялась все последующие годы существования СССР. Самой популярной и массовой стала государственная лотерея «Спортлото», начавшая свою деятельность с 1976 года, и весь доход направлявшая на финансирование спорта, в том числе проведения Московской олимпиады 1980 года. С 1940 по 1973 год видом спорта признавался также бридж, популярный прежде всего в Риге, где по нему проводились международные турниры, но затем бридж был запрещён как не соответствующий «Моральному кодексу строителя коммунизма».
В 1988 году было разрешено установить около 200 игровых автоматов в гостиницах «Интурист» для развлечения иностранцев. Весной 1989 году в Таллине открылось первое казино, а в августе казино появилось в московской гостинице «Савой».

#### Современная Россия
С 1990 года, с распадом СССР, казино и залы игровых автоматов стали возникать в России практически без ограничений.
В 2006 году был принят закон, запрещающий организацию казино и игорных учреждений по всей территории России, кроме четырёх «игорных зон», расположенных в удалении от крупнейших городов страны. Ими стали следующие регионы: 
Алтайский край,  граница Краснодарского края и Ростовской области, 
Калининградская область, 
Приморье; 
в 2014 году было предложено организовать игорную зону на территории Крымского полуострова.
С 1 июля 2009 года азартные игры в России официально запрещены. Тем не менее часть игорных заведений продолжает нелегально функционировать под вывесками «электронных лотерей», интернет-кафе и компьютерных клубов.
Согласно современному законодательству Российской Федерации, азартная игра — «основанное на риске соглашение о выигрыше, заключенное двумя или несколькими участниками такого соглашения между собой либо с организатором азартной игры по правилам, установленным организатором азартной игры».
Часто к азартным играм в России относят государственные лотереи. Это неверно. 
В лотерее выигрыш формируется до её проведения с помощью призового фонда. В азартной игре — за счёт денежных средств её участников в процессе игры. Кроме того, лотерейный выигрыш выдается в месте, указанном в лотерейном билете (или ином документе). В случае азартной игры выигрыш выдаётся по месту проведения игры. 
В федеральный закон «О лотереях» были введены поправки, гласящие, что с 1 июля 2014 года деятельность любых лотерей, кроме государственных, должна быть приостановлена.

### В США
Историки Лиза Моррис и Алан Блок утверждают, что «до 1840-х годов игорный бизнес был организован таким образом, что игра велась в основном на пароходах, курсирующих по рекам Миссисипи и Огайо, а также по Великим озёрам». Затем, несмотря на запрет — а может быть и вследствие этого запрета — подпольный игорный бизнес расцвёл и на суше, в результате чего появилось «несколько печально известных „криминальных городов“».
Что касается лотерей, то они были известны ещё в Старом Свете. Королева Елизавета специальной грамотой разрешила проведение первой английской лотереи, которая была организована в 1569 году. Позднее, как в Америке в её бытность колонией Англии, так и в независимых Соединённых Штатах, лотереи процветали, так как их хорошо рекламировали и считали добровольным способом пополнения общенародной казны. Однако, из-за регулярно повторяющихся скандалов и политических нападок на лотереи, в XIX веке они были повсеместно запрещены в США. К практике проведения легальных лотерей вернулись только в 1963 году в штате Нью-Гэмпшир, а в период между 1965 и 1993 годами 35 штатов и округ Колумбия ввели государственные монополии на организацию лотерей. В последнее время отношение общественности к азартным играм в США меняется в сторону терпимости. По данным научно-исследовательского института общественного мнения Gallup, более 67 % опрошенных высказали мнение, что не видят в этом явлении ничего плохого и считают, что запрет на азартные игры во многих штатах не несет обществу никакой пользы.
Каждый штат устанавливает свой свод законов по азартным играм. Есть и общефедеральные законы. Регуляторы рынка — администрации штатов и American Gaming Association (объединяет участников рынка — производителей, распространителей и операторов). Игорный бизнес в США разрешен в индейских резервациях, на круизных кораблях и в штате Невада. Общий доход рынка ежегодно составляет 71,1 млрд долларов.
В США работает более 1600 казино. Онлайн игорный бизнес в целом разрешён, однако запрещены финансовые транзакции, связанные с онлайн азартными играми.

### В религиях
Христианская церковь относится отрицательно к азартным играм, мотивируя тем, что такие игры провоцируют неодобряемую церковью страсть к быстрой безосновательной наживе и могут иметь неблагоприятные социальные последствия. Увлечение азартными играми является поводом для извержения из сана клирика, как в православии, так и в католичестве; и поводом для отлучения от церкви мирянина в Православии. Известно два соборных постановления о запрете игр, оба на азартную игру — кости; это 42 правило святых апостолов: 
Епископ, или пресвитер, или диакон, игре в кости (др.-греч. κύβοις; лат. aleator) и пиянству преданный, или да престанет, или да будет извержен
 и 50 правило Трулльского собора 692 года: 
Никто из мирян и клириков впредь да не предается игре в кости (κυβεύειν). Аще же кто усмотрен будет творящим сие: то клирик да будет извержен из клира, а мирянин да будет отлучен от общения церковнаго.
 Правила апостолов приняты как в Православной, так и в Католической церкви. А 50 правило Трулльского собора принято только в Православной церкви. В славянской домонгольской Кормчей в 50 правиле «κυβεύειν» переведено как «сигами лѣкъмь (ликомъ) играти», то есть «в кости играть». 42 правило переведено неверно во всех Кормчих, слова «в кости» пропущены при переводе. В Кормчей Саввы Сербского, которая получила распространение на Руси с начала XIV века, вытеснив домонгольскую Кормчую, был сделан неправильный перевод и 50 правила, слова «в кости» не попали в перевод. Правило в Кормчей Саввы Сербского выглядит следующим образом: «Ни мирским человеком играти не подобно». Вследствие неверных переводов этих правил в дальнейшем 42 правило и 50 правило в Русской поместной церкви были истолкованы как запрет вообще на любые игры. Соборный запрет на игры: зернь, шашки, шахматы и кости был принят в 1551 году Стоглавым собором:
Святаго вселенского шестого собора правило 50 и 51 запрещает всякое играние. Пятьдесятное убо правило собора сего возбраняет играти всем и причетником, и мирским человеком зернью и шахматы, и тавлеями, и влириями, рекше костьми, и прочими таковыми играми. 51 правило всякое играние возбраняет и отметает и причетникам, и простым людем.Глава 92 Стоглавого собора «О игрищах еллинского беснования»
В исламе наложен запрет на азартные игры. Поэтому в большинстве исламских стран азартные игры вне закона.
В иудаизме азартные игры также запрещены. Хотя в Торе нет упоминания о них, игры осуждаются в Талмуде.

## Экономика
По данным журнала The Economist, суммарный объём проигрыша (объем ставок минус объём выигрыша) в результате азартных игр, включая казино, спортивные ставки, лотереи и т. п. составил в 2011 году сумму, приблизительно эквивалентную 350 млрд долл. США. При этом 50 млрд пришлось на долю ставок онлайн.
Первые три места по доле проигрыша в мировом объёме заняли: Гонконг — 32 %, Швеция — 23 %, Великобритания — 21 %.
Увеличение числа участников различных азартных игр существенно влияет на отношение к риску в других областях, в частности на рынке ценных бумаг: природные механизмы избегания рисков подавляются, а привычка играть в азартные игры облегчает переход на уровень игры на фондовом рынке.
В начале 2016 года аналитики портала KeyToCasino.com провели исследование рынка онлайн-казино, которое показало, что наиболее популярной валютой среди игроков в онлайн-казино является евро, которое забрало лидерство у доллара США.

## Игровые зоны
- Лас-Вегас
- Монте-Карло
- Макао
- Сингапур
- Азов-Сити ( первая федеральная игорная зона, действовавшая в Российской Федерации в период с 2010 по 2018 гг.)

В России их четыре: в Калининградской обл. («Янтарная»), Краснодарском крае («Красная Поляна»), Алтайском крае («Сибирская монета») и Приморском крае («Приморье»); пятая зона — «Золотой берег» в Ялте — находится на этапе строительства.

## В культуре

### В классической литературе
Азартным играм и их влиянию на судьбу увлёкшегося ими человека были посвящены несколько произведений русских классиков. 
У А. С. Пушкина на азартной игре завязан сюжет его повести «Пиковая дама». 
Комедийная пьеса Николая Васильевича Гоголя «Игроки» поднимает образ мошенников. 
Также тему азартной игры в качестве завязки сюжета использовал М. Ю. Лермонтов в «Маскараде», «Штоссе» и «Тамбовской казначейше». 
Ф. М. Достоевский посвятил  роман «Игрок», который повествует о духовном ослеплении человека, чьим смыслом жизни стал азарт. 
О. Э. Мандельштам в стихотворении «Казино» образно описывает своё состояние, когда оказывается в окружении игорных аппаратов. 
В рассказе «Гениальный игрок» А. Грин вводит в сюжет идею беспроигрышных карт, которая убивает идею самой игры; 
в рассказе «Система» Александра Ивановича Куприна повествуется о непобедимом игроке из Монте-Карло, которому, из-за его способностей, владельцы казино закрыли доступ в свои заведения.

### В изобразительном искусстве
С конца XVI века художники стали изображать азартные игры, подчёркивая их разрушительное влияние на личность. Целые серии подобных изображений создали Виллем Корнелис Дейстер, Жорж де Латур, Караваджо.
- Шулеры[англ.].
Караваджо,
1594
- Шулер с бубновым тузом.
Жорж де Латур,
ок. 1630
- Солдаты, играющие в карты.
Виллем Корнелис Дейстер,
между 1625 и 1630
- Игорный дом.
Уильям Хогарт,
между 1733 и 1735